# Brepols

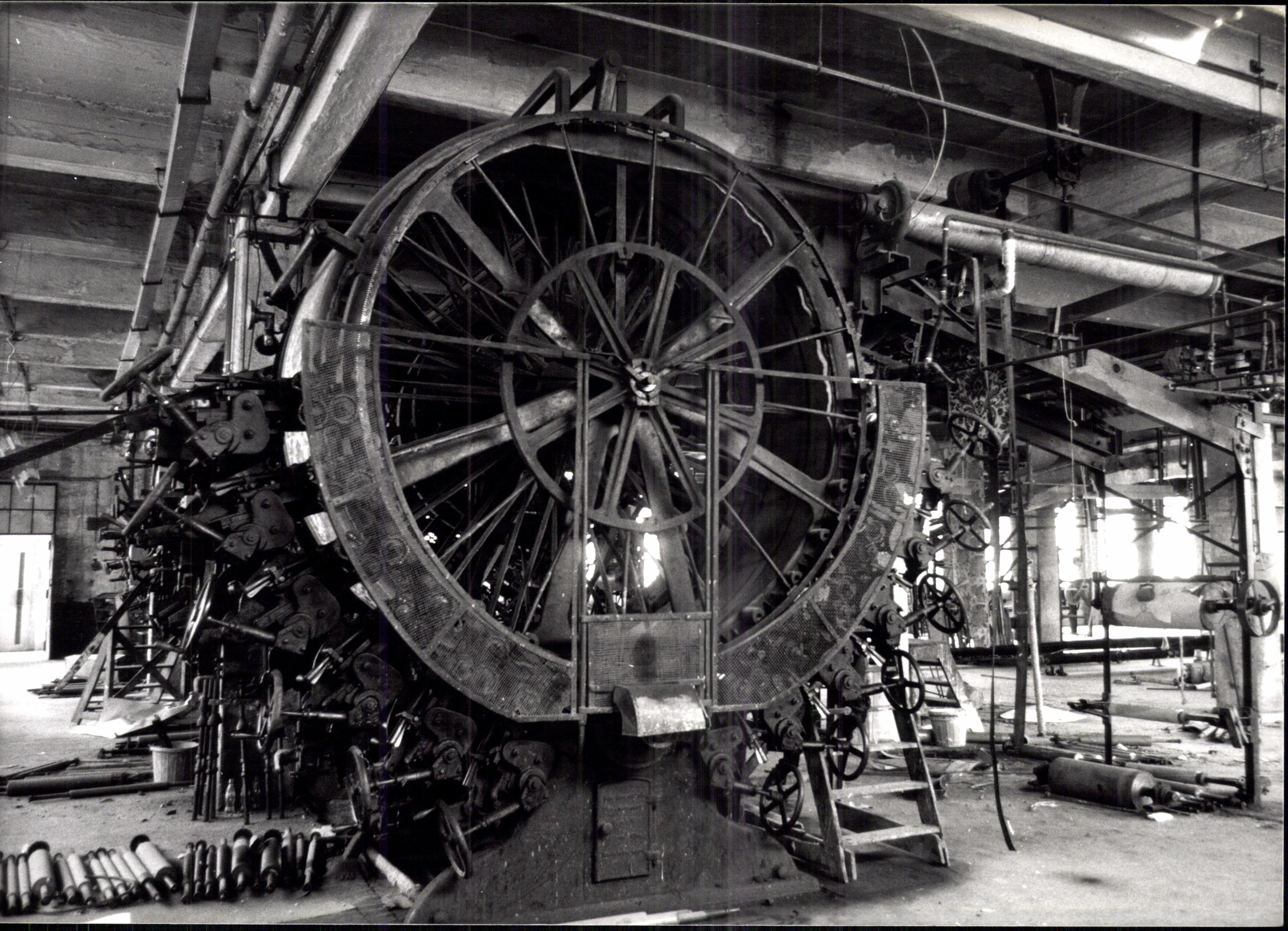
Vue d'un ancien site d'imprimerie Brepols.

Les éditions Brepols sont une maison d'édition internationale spécialisée en sciences humaines fondée en 1796 à Turnhout (Belgique), alors chef-lieu d'arrondissement du département français des Deux-Nèthes, aujourd'hui province flamande d'Anvers.

## Histoire
La firme a été fondée par Pieter Corbeels, venu de Louvain et originellement éditeur de missels et d'almanachs, et son très jeune collaborateur Philippe Jacques Brepols (1778-1845), qui dès 1798 (mort de Corbeels fusillé par les Français) se retrouva seul à la tête de l'entreprise avec la veuve du fondateur, laquelle se retira toutefois dès 1800. La maison publia longtemps des livres religieux, ainsi que des livres scolaires, de l’imagerie populaire – devenant ainsi un solide concurrent de Pellerin à Épinal – et des cartes à jouer (à partir de 1826), une activité maintenue jusqu’en 1970 ; elle faisait aussi négoce de papeterie.
Une tentative de créer une série pour la jeunesse en 1957, la collection « Junior-Club », voit cesser ses publications en 1964 après la parution de onze volumes.
| 1  | Tapin tambour de Bonaparte en Égypte | 1957 |  |
| 2  | Capitaine Twin                       | 1957 |  |
| 3  | Sous le pavillon noir                | 1958 |  |
| 4  | Monsieur Molière                     | 1958 |  |
| 5  | L'enfant perdu de Henry de Monfreid  | 1958 |  |
| 6  | Les bandeirantes                     | 1958 |  |
| 7  | Le gabier de Surcouf                 | 1959 |  |
| 8  | Un enfant des rivières               | 1960 |  |
| 9  | Marco, le coq noir de Vicence        | 1961 |  |
| 10 | Tapin au soleil d'Austerlitz         | 1962 |  |
| 11 | Le Bonhomme Jean de La Fontaine      | 1964 |  |

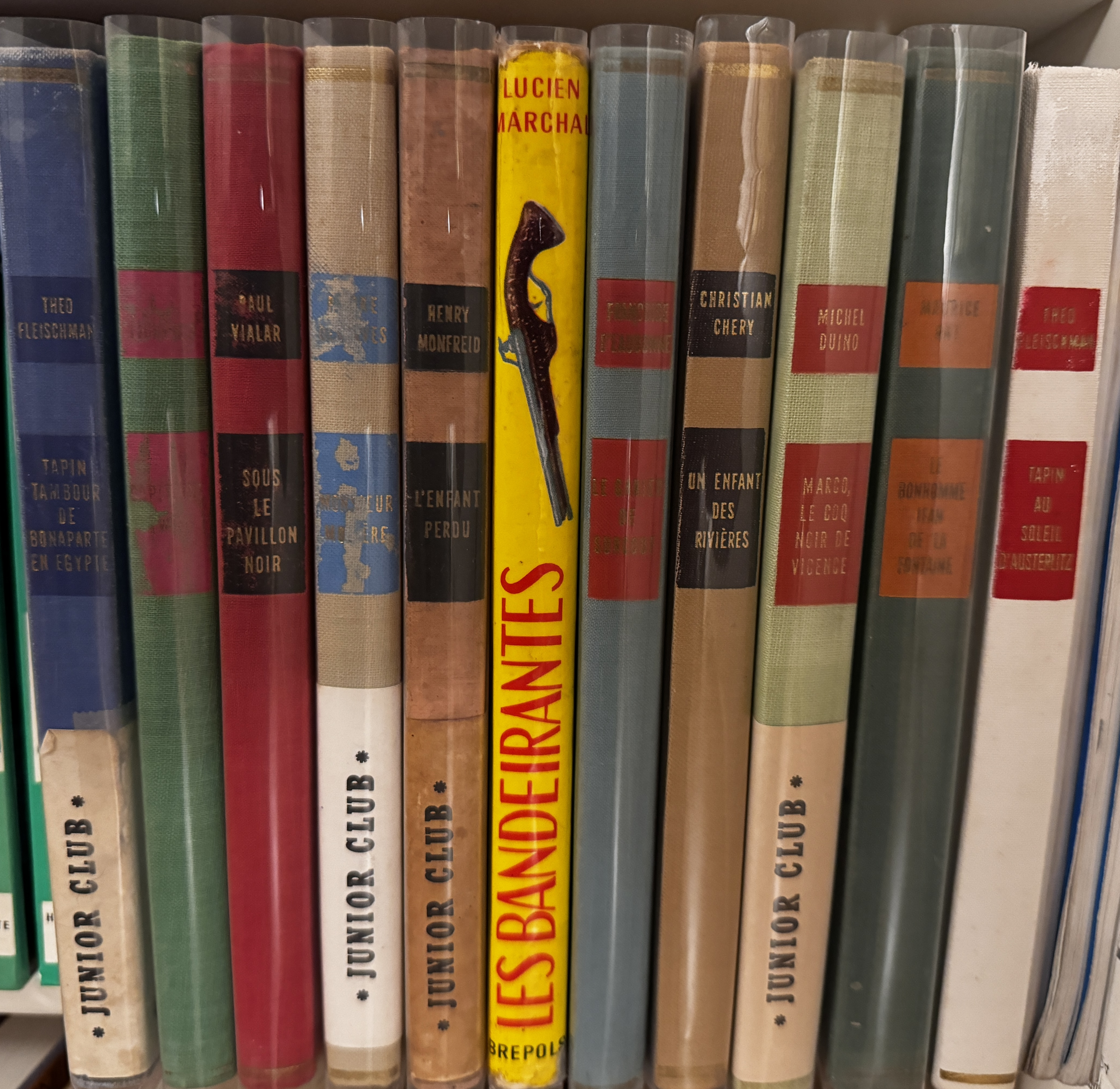
Tranches des volumes

Brepols publie désormais des éditions critiques de textes-sources originaux de l’Antiquité, du Moyen Âge et du début des Temps Modernes et des documents dans leur langue originale, des ouvrages de référence tels que des encyclopédies, manuels et bibliographies, ainsi que des études monographiques et des revues et travaux de recherche spécialisés.
Les langues d'édition sont l'anglais et le français mais aussi l'allemand, l'espagnol, l'italien et le néerlandais (ainsi que les langues anciennes ou régionales comme le latin, le grec, l'occitan, etc.).
Les langues d'édition sont l'anglais et le français mais aussi l'allemand, l'espagnol, l'italien et le néerlandais (ainsi que les langues anciennes ou régionales comme le latin, le grec, l'occitan, etc.).
Parmi les séries, on peut citer le Corpus Christianorum créé par les bénédictins.
Par ailleurs Brepols a constitué et gère un important ensemble de bases de données en ligne appelé Brepolis (en ligne).
Par ailleurs Brepols a constitué et gère un important ensemble de bases de données en ligne appelé Brepolis (en ligne).
Le groupe a conservé des activités diversifiées au-delà de l'édition. La maison est aussi connue comme fabricant d'ouvrages graphiques (agendas, albums photos et fournitures de bureau) avec Graphic Products. En papeterie, Brepols distribue la marque Moleskine. Elle assure aussi la reliure d'ouvrages.

## Patrons et patronnes de l'entreprise
- 1796 - 1799 : Pieter Corbeels
- 1799 - 1845 : Jacobus Brepols[1]
- 1845 - 1858 : Antoinette Brepols[2]
- 1858 - 1865 : Jan Dierckx
- 1865 - 1900 : Josephina Dessauer[2]

## Auteurs publiés
- Sergio Boffa
- Pierre Descaves
- Michel Duino
- Françoise d'Eaubonne
- Théo Fleischman
- Céline Le Gall
- Lucien Marchal
- Henry de Monfreid
- Maurice Rat
- Jean Romain
- Paul Vialar